# Euxoa flutea
Euxoa flutea là một loài bướm đêm trong họ Noctuidae.